# Tremulant
Tremulant è il primo EP realizzato della band multietnica The Mars Volta, prodotto nel 2002.

## Tracce
1. Cut That City – 5:44
2. Concertina – 4:54
3. Eunuch Provocateur – 8:48

## Produzione
- Registrato a Long Beach, California da ottobre a dicembre del 2001
- Prodotto da Alex Newport e The Mars Volta.
- Design and layout di Sonny Kay e Omar Rodríguez-López.

## Formazione
- Cedric Bixler-Zavala - voce
- Omar Rodríguez-López - chitarra
- Eva Gardner - basso
- Jon Theodore - batteria
- Isaiah Ikey Owens - tastiera
- Jeremy Ward - campionatore